# Јерменија на Европском првенству у атлетици за јуниоре 2013.
Јерменија је учествовала на 22. Европском првенству за јуниоре 2013. одржаном у Ријетију Италија, од 18. до 21. јула. Репрезентацију Јерменије на њеном десетом учешћу на европским првенствима за јуниоре, од када Јерменија учествује самостално под овим именом, представљало је 5 спортиста (3 јуниора и 2 јуниорке) који су се такмичили у 6 дисциплина (3 мушке и 3 женске).
На овом првенству такмичари Јерменија је делила 18 место по броју освојених медаља са 1 освојеном медаљом (1 златна) коју је освојио Левон Агхасиан у троскоку. У табели успешности према броју и пласману такмичара који су учествовали у финалним такмичењима (првих 8 такмичара) Јерменија је са 1 учесником у финалу делила 30 место са 8 бодова.
| Плас. | Земља     | 1. место | 2. место | 3. место | 4. место | 5. место | 6. место | 7. место | 8. место | Бр. финал. - Бод. |
| ----- | --------- | -------- | -------- | -------- | -------- | -------- | -------- | -------- | -------- | ----------------- |
| 30.   | Јерменија | 1-8      | –        | -        | -        | –        | –        | –        | -        | 1-8               |

## Учесници
| Јуниори: - Левон Агхасиан — Троскок - Алберт Мартиросјан — Бацање кугле - Сурен Хачатран — Бацање диска | Јуниорке: - Дијана Хубесеран — 100 м, 200 м - Сатеник Ховханисан — Скок удаљ |  |

## Резултати

### Јуниори
| Атлетичар          | Дисциплина   | Лични рекорд | Квалификације | Квалификације | Полуфинале            | Полуфинале | Финале    | Финале | Детаљи |
| Атлетичар          | Дисциплина   | Лични рекорд | Резултат      | Место         | Резултат              | Место      | Резултат  | Место  | Детаљи |
| ------------------ | ------------ | ------------ | ------------- | ------------- | --------------------- | ---------- | --------- | ------ | ------ |
| Левон Агхасиан     | троскок      | 16,33        | 15,44 КВ      | 6. у гр. А    |                       |            | 16,01 ЛРС |        |        |
| Алберт Мартиросјан | бацање кугле | 16,40        | 17,31 ЛР      | 9. у гр. Б    | нису се квалификовали | 18 / 18    |           |        |        |
| Сурен Хачатран     | бацање диска |              | 46,36 ЛР      |               | нису се квалификовали | 29 / 29    |           |        |        |

### Јуниорке
| Атлетичарка        | Дисциплина | Лични рекорд | Квалификације | Квалификације | Полуфинале            | Полуфинале            | Финале                | Финале  | Детаљи |
| Атлетичарка        | Дисциплина | Лични рекорд | Резултат      | Место         | Резултат              | Место                 | Резултат              | Место   | Детаљи |
| ------------------ | ---------- | ------------ | ------------- | ------------- | --------------------- | --------------------- | --------------------- | ------- | ------ |
| Дијана Хубесеран   | 100 м      | 11,95        | 12,01         | 6. у гр. 3    | није се квалификовала | није се квалификовала | није се квалификовала | 20 / 23 |        |
| Дијана Хубесеран   | 200 м      |              | 24,61 ЛР      | 6. у гр. 2    |                       |                       | нису се квалификовале | 19 / 23 |        |
| Сатеник Ховханисан | скок удаљ  | 6,20         | 6,04          | 14.           | 14 / 26 (27)          |                       | нису се квалификовале |         |        |